# 普莱亚诺圣若翰洗者堂
圣若翰洗者堂（義大利語：Chiesa di San Giovanni Battista）是一座教堂，位于意大利南部阿马尔菲海岸小镇普莱亚诺的中心，罗曼式建筑风格，长方形平面，拱形天花板，内部设计具有巴洛克元素。这座教堂可以追溯到11-12世纪，有保存完好的植物和动物图案地砖，以及出自那不勒斯大师之手的管风琴。
圣若翰洗者堂位于因其得名的狭窄小巷圣若翰街（Via San Giovanni）。它曾是附近地区的主要教堂；后来兴建了8座教堂。 